# Kisliakovka
Kisliakovka (del ruso: Кисляко́вка) es un posiólok del raión de Kushchóvskaya del krai de Krasnodar, en Rusia. Está situado 14 km al sur de Kushchóvskaya y 157 km al nordeste de Krasnodar, la capital del krai. Tenía 343 habitantes en 2010
Pertenece al municipio Kisliakóvskoye.

## Transporte
En la localidad se encuentra la estación Kisliakovka de la línea Bataisk-Tijoretsk.